# Glen Adam
Pour les personnes ayant le même patronyme, voir Adam (homonymie).
Glen Adam est un footballeur néo-zélandais, né le 22 mai 1959. Il évolue au poste de défenseur de la fin des années 1970 au milieu des années 1980.
Il joue notamment au Mount Wellington AFC avec qui il remporte le championnat de Nouvelle-Zélande en 1982 et la Coupe de Nouvelle-Zélande en 1983. Il compte 16 sélections pour un but marqué en équipe de Nouvelle-Zélande et dispute la Coupe du monde 1982 avec la sélection néo-zélandaise.

## Biographie
Glen Adam commence sa carrière au Christchurch United AFC et fait ses débuts internationaux le 1er octobre 1978 face à Singapour, les Néo-Zélandais s'imposent sur le score de deux buts à zéro. Il rejoint en 1979 Blockhouse Bay où il dispute 41 rencontres puis, en 1981 Mount Wellington AFC. Il remporte avec cette équipe le championnat de Nouvelle-Zélande en 1982.
Sélectionné pour la Coupe du monde 1982,, il ne dispute aucune rencontre lors de la compétition. En 1983, il remporte avec son club la Coupe de Nouvelle-Zélande et le Challenge Trophy. Il rejoint ensuite Auckland University AFC où il termine sa carrière.

## Palmarès
- Champion de Nouvelle-Zélande en 1982 avec Mount Wellington AFC.
- Vainqueur de la Coupe de Nouvelle-Zélande en 1983 avec Mount Wellington AFC.
- Vainqueur du Challenge Trophy en 1983 avec Mount Wellington AFC.

- 16 sélections pour un but inscrit avec la Nouvelle-Zélande